# Sorbus amabilis
Sorbus amabilis är en rosväxtart som beskrevs av Cheng och Yu. Sorbus amabilis ingår i släktet oxlar, och familjen rosväxter. Inga underarter finns listade i Catalogue of Life.